# Doula
La doula (AFI: /ˈdula/, plurale doule) è una figura assistenziale non medica e non sanitaria che si occupa del supporto alla donna durante tutto il percorso perinatale, dalla gravidanza al post-partum. È una donna che, basandosi unicamente sulla sua esperienza personale e su un corso formativo di natura non sanitaria, offre un sostegno su misura, intimo e confidenziale, nel pieno rispetto delle scelte delle persone che si rivolgono a lei.
La doula non è una figura riconosciuta legalmente (nessuna legge spiega e regola le mansioni di questa figura) e pertanto non può offrire cure mediche o intervenire in processi prettamente sanitari.

## Origine
La parola doula viene dal greco, e si riferisce ad una donna che sta a servizio di un'altra donna (sebbene in greco moderno la parola abbia alcune connotazioni negative, significa "schiava", ma anche "serva di Dio").
L'antropologa Dana Raphael usò per prima questo termine nel 1973, per riferirsi a madri già con prole a carico, che assistevano le puerpere nell'allattamento e nelle prime cure al neonato, nelle Filippine.
Così il termine sorse inizialmente in riferimento al contesto del post-partum. I ricercatori medici Marshall Klaus e John Kennell, che condussero la prima di molte prove cliniche con metodo casuale sulle conseguenze mediche di quando la doula assisteva i parti, adottarono il termine doula per identificare quella figura che sosteneva la madre durante il travaglio così come nel post-partum.

## Le doula nell'assistenza al travaglio
Le doula che si occupano del supporto al travaglio di parto sono donne che si occupano dei bisogni fisici ed emozionali delle donne in travaglio, per agevolarle nel loro percorso. Queste figure non hanno compiti medici o sanitari come controllo del battito cardiaco, o esami vaginali ma piuttosto utilizzano il massaggio, l'aromaterapia, suggeriscono posizioni. L'assistenza al travaglio rimane comunque un'attività compito dell'ostetrica con l'eventuale supporto delle puericultrici, che ha invece le competenze e la formazione sanitaria necessaria per seguire e portare a termine, sotto ogni aspetto, il percorso nascita.
Una doula che si occupi dell'accompagnamento al travaglio, sta accanto alla donna sia che voglia partorire nella sua casa sia che si rechi in ospedale o in una casa maternità, e rimane con lei fino ad alcune ore dopo la nascita.
Una doula offre la propria pazienza e dolcezza a una donna in travaglio, la incoraggia a procedere nel travaglio e le offre appoggio quando sta partorendo.

## Le doula nell'assistenza durante il post-partum
Le doula che si occupano del periodo del post-partum possono aiutare svolgendo piccole faccende domestiche, cucinando e aiutando gli eventuali fratellini ad abituarsi a questa nuova situazione.

## La doula in altri contesti
Le doula a tutto tondo approfondiscono il ruolo dell'assistente alla nascita fornendo supporto per tutte le esperienze riproduttive, collegando il ruolo al più ampio movimento per i diritti riproduttivi. Ciò può includere il supporto per l'aborto, l'aborto spontaneo, la morte perinatale, la pianificazione familiare queer, l'adozione e la fertilità, nonché l'estensione dei servizi alle donne, agli uomini, alle persone transgender e alle persone di genere non conforme. Le doula dell'aborto si concentrano sul supporto alle clienti che hanno un aborto indotto. Forniscono supporto emotivo, fisico e informativo, virtualmente o di persona. Le doula a tutto tondo spesso si identificano come attiviste oltre che come fornitrici di servizi e sottolineano i diritti umani dei loro clienti nella speranza di porre fine agli stereotipi sociali.

## Lecommunity doula
Le community doula hanno un importante ruolo per le donne a rischio per condizioni socioeconomiche svantaggiate e che hanno difficoltà ad accedere ai servizi sanitari. Queste doula combinano il ruolo di appoggio al travaglio e il ruolo di sostegno nel post-partum, al fine di garantire la continuità dell'assistenza alle gestanti che non possono usufruire di molti supporti sociali.

## Legislazione
Negli Stati Uniti d'America e nel Canada non è richiesto alle doula di essere certificate, comunque la certificazione è disponibile attraverso molte diverse organizzazioni.
In Italia la doula è professione non ordinistica, regolamentata dalla legge 4 del 14 gennaio 2013, pubblicata sulla G.U. n. 22 del 26 gennaio 2013. La legge prevede anche che possano essere riconosciute dal Ministero dello sviluppo economico le associazioni professionali rappresentanti la professione. Al 2022 solo un'associazione professionale di doule, la Associazione Mondo Doula, è presente nell'elenco del Ministero.

## Funzioni della doula
Una doula provvede a: 
- appoggio emotivo;
- esercizio e suggerimenti fisici per rendere la gravidanza e il parto più confortevole per la donna;
- aiuto nella preparazione di un piano del parto (birth plan);
- utilizzo del massaggio e di altre misure assistenziali non farmacologiche al fine di alleviare il dolore del parto, uso dell'aromaterapia e di alcune altre tecniche di supporto non-mediche e non-sanitarie alle quali può essere addestrata;
- suggerire posizioni alla donna durante il travaglio e il parto;
- sostegno al partner e coinvolgimento dello stesso nel percorso del travaglio e del parto;
- aiutare a evitare interventi non necessari;
- sostiene e affianca nelle scelte materne di allattamento e nutrizione;
- alcune doula offrono un ricordo scritto della nascita (una sorta di diario della nascita).